# Jonathan Collomb-Patton
Jonathan Collomb-Patton (ur. 4 marca 1979 w Annecy) – francuski snowboardzista. Jego najlepszym wynikiem olimpijskim jest 10. miejsce w halfpipe’ie na igrzyskach w Nagano. Na mistrzostwach świata najlepszy wynik uzyskał na mistrzostwach w Berchtesgaden, gdzie zajął 4. miejsce w halfpipe’ie. Najlepsze wyniki w Pucharze Świata osiągnął w sezonie 1997/1998, kiedy to zajął 41. miejsce w klasyfikacji generalnej, a w klasyfikacji halfpipe’a był siódmy. Jest wicemistrzem świata w halfpipe’ie z 1998 i 1999 r.
W 2002 r. zakończył karierę.

## Sukcesy

### Igrzyska olimpijskie
| Miejsce | Dzień     | Rok  | Miejscowość    | Konkurencja | Zwycięzca   |
| ------- | --------- | ---- | -------------- | ----------- | ----------- |
| 10.     | 12 lutego | 1998 | Nagano         | Halfpipe    | Gian Simmen |
| 28.     | 11 lutego | 2002 | Salt Lake City | Halfpipe    | Ross Powers |

### Mistrzostwa Świata
| Miejsce | Dzień       | Rok  | Miejscowość          | Konkurencja | Zwycięzca        |
| ------- | ----------- | ---- | -------------------- | ----------- | ---------------- |
| 4.      | 16 stycznia | 1999 | Berchtesgaden        | Halfpipe    | Ricky Bower      |
| 37.     | 27 stycznia | 2001 | Madonna di Campiglio | Halfpipe    | Kim Christiansen |

### Puchar Świata

#### Miejsca w klasyfikacji generalnej
- 1997/1998 – 41.
- 1998/1999 – 49.
- 1999/2000 – 85.
- 2000/2001 – 47.
- 2001/2002 – –

#### Miejsca na podium
1. Morzine – 4 marca 1998 (Halfpipe) – 2. miejsce
2. Tandådalen – 23 listopada 1998 (Halfpipe) – 3. miejsce
3. Morzine – 7 stycznia 1999 (Halfpipe) – 3. miejsce